# کاتولندیا
کاتولندیا (به پرتغالی: Catolândia) یک منطقهٔ مسکونی در برزیل است که در باهیا واقع شده‌است. کاتولندیا ۳٬۵۹۹ نفر جمعیت دارد.